# Jacques Chevalier (filósofo)
Jacques Chevalier (Cerilly, Allier, 13 de marzo de 1882 - Ib., 19 de abril de 1962) fue un filósofo católico francés.
Fue Ministro de Educación Nacional en el segundo gobierno de Pierre-Étienne Flandin y secretario de Estado para la Familia y la Sanidad en el gobierno de François Darlan.
Como filósofo, fue discípulo de Henri Bergson.

## Obras
- La Forêt de Tronçais, notice descriptive et historique, por Jacques Chevalier et G. Raffignon, Limoges Ducourtieux et Gout, 1913.
- Étude critique du dialogue pseudo-platonicien l'Axiochos, sur la mort et sur l'immortalité de l'âme, Alcan, París, 1914.
- La Notion du nécessaire chez Aristote et chez ses prédécesseurs, particulièrement chez Platon. Avec des notes sur les relations de Platon et d'Aristote et la chronologie de leurs œuvres, Alcan, París, 1915.
- Essai sur la formation de la nationalité et les réveils religieux au Pays de Galles, des origines à la fin du sixième siècle, avec une carte du Pays de Galles Rey, Lyon, Félix Alcan, París, 1923.
- Bergson et les relations de l'âme et du corps, conferencia pronunciada en Lyon el 26 de enero de 1929.
- Pascal – Pensées sur la vérité de la religion chrétienne, Librairie Lecoffre, París, 1927.
- L'habitude : essai de métaphysique scientifique, Boivin & Cie, 1929.
- La Forêt. Tronçais en Bourbonnais, París, 1930.
- La légende de la forêt Tronçais en Bourbonnais. Illustations d'Alma Jouin, Crépin-Leblond, 1950.
- Trois conférences d'Oxford. Saint Thomas - Pascal - Newman, Éditions Spes, París, 1928.
- Sainte Thérèse et la vie mystique. Juan Domínguez Berrueta y Jacques Chevalier, Denoël et Steele, 1934.
- La vie morale et l'au-delà, E. Flammarion, París, 1938.
- Cadences - mouvement d'idées - disciplines d'action - aspects de la vie morale : l'ordre - l'amour - l'apparence, Librairie Plon, 1939.
- Cadences - voies d'accès au réel - principes de l'humanisme - images de France, Librairie Plon, 1951.
- La Vie de l'esprit, B. Arthaud, Grenoble, 1940.
- France – Pétain m'a dit – Les préceptes du Maréchal - Appel aux jeunes, Éditions de la chronique des lettres françaises, París, 1941.
- L'Idée et le Réel, B. Arthaud, Grenoble.
- Leçons de philosophie, T. I : Psychologie et logique. T. II : Morale et métaphysique, Arthaud, Grenoble/París, 1946.
- Histoire de la Pensée en cuatro tomos: 1. La pensée antique ; 2. La pensée chrétienne ; 3. La pensée moderne de Descartes à Kant ; 4. La pensée moderne de Hegel à Bergson, Flammarion (1955, 1956, 1961 y 1966), París.
- Bergson et le père Pouget, Plon, París, 1954.
- Œuvres complètes. Bibliothèque de la Pléiade. Éditions Gallimard.
- Entretiens avec Bergson, Plon, París, 1959.